# Bersagliere (F 584)
La nave Bersagliere è un'unità missilistica della Marina Militare Italiana derivata dalle fregate Classe Lupo inizialmente costruita, insieme ad altre tre unità, per l'Iraq, ma che a causa dell'embargo, dovuto prima alla guerra Iran-Iraq e poi alla prima Guerra del Golfo, non venne mai consegnata agli iracheni e dopo essere stata acquistata dalla Marina Militare Italiana il 6 aprile 1994 è stata sottoposta ad una serie di lavori per essere adeguata agli standard NATO, entrando in servizio nel 1995, e venendo classificata pattugliatore di squadra.
La costruzione della nave era avvenuta nei Cantieri Navali Riuniti di Ancona, ed all'unità, varata il 20 giugno 1985, era stato attribuito il nome Al-Yarmuk ed il distintivo ottico F-17.

## Attività
Entrata a far parte della Marina Militare Italiana l'unità ha avuto una vita operativa intensa ed oltre alla normale attività addestrativa è stata scelta quale piattaforma navale per la sperimentazione di sistemi d'arma in via di sviluppo, quali una nuova versione del cannone 127/54 Compatto denominata 127/54 Light Weight e il sistema lanciarazzi integrato SCLAR H, sperimentato nel corso dell'esercitazione NATO di Guerra Elettronica (E.W. TRIALS) svolta dal 23 al 25 maggio 2005.
Nave Bersagliere è stata assegnata inizialmente alla Base della Spezia, per poi essere assegnata dal 2003 al 2010 alla base navale di Taranto, alle dipendenze della Prima Squadriglia Fregate. Dal 2010, l'Unità è stata dislocata nuovamente presso la base navale della Spezia.

il Bersagliere nel golfo di Aqaba quale Nave comando SNMCMG2

Tra le attività a cui ha preso parte, la più rilevante è stata la circumnavigazione del globo effettuata insieme al cacciatorpediniere Durand de la Penne. Le due unità, salpate il 12 luglio 1996, rientrarono a Taranto il 4 aprile 1997 dopo aver percorso oltre 46000 miglia e toccato 35 porti di 23 nazioni.
Nel 2005, dal 1º gennaio al 15 aprile la nave è stata impiegata nel golfo di Aqaba nel Mar Rosso, in qualità di nave comando SNMCMG2, la Forza di Contromisure Mine della NATO in Mediterraneo.
Il 20 settembre 2010, al Comando del Capitano di Fregata Gennaro Falcone, la nave, con un equipaggio di 188 uomini, ha lasciato la base navale di Taranto per prendere parte all'Operazione NATO Ocean Shield a protezione del traffico mercantile in transito. La nave dopo aver raggiunto Gibuti a partire dal 1º ottobre è stata inserita nel dispositivo navale permanente della Standing NATO Maritime Group 1. La nave, rientrata alla base della Spezia il 16 dicembre, in tre mesi di attività operativa, trascorsi nel Golfo di Aden e nell'Oceano Indiano per il contrasto al fenomeno della pirateria, ha svolto sorveglianza marittima percorrendo 20 000 miglia e interrogando 140 mercantili in transito nell'area.
Il 24 luglio 2011 salpa dal porto della Spezia per partecipare alla spedizione italiana all'interno della missione NATO per il pattugliamento delle coste libiche nell'ambito dell'Intervento militare nella crisi libica. Durante le sue operazioni, il 3 agosto 2011, alle ore 10:40 (ora italiana) viene sfiorata da un missile o forse un razzo sparato dalla costa. L'ordigno finisce la sua corsa a circa 2 km a poppa della nave impattando in mare. La nave militare si trovava in pattugliamento a circa 10 miglia dalla costa libica, nelle acque antistanti l'area di Zlitan, 160 chilometri a est di Tripoli, dove le truppe lealiste sono impegnate a contrastare l'offensiva dei ribelli in aspri ed incerti combattimenti. Si pensa che l'attacco sia stato del tutto fortuito e che non ci fosse l'intenzione di colpire l'unità navale italiana. Il 4 agosto il portavoce ufficiale di Gheddafi, Moussa Ibrahim, ha rivendicato l'attacco, confermando che il missile è stato lanciato da truppe dell'esercito fedele al dittatore libico.
Il 17 aprile 2018, presso l’Arsenale militare marittimo della Spezia si è svolta la cerimonia dell’ultimo ammainabandiera. La cerimonia si è svolta alla presenza del capo di Stato Maggiore della Marina Militare, ammiraglio Valter Girardelli, del comandante in capo della squadra navale ammiraglio Donato Marzano, del Comandante Marittimo Area Nord, ammiraglio Giorgio Lazio, ed ha visto la partecipazione del Prefetto della Spezia, dottor Antonio Lucio Garufi, del sindaco della Spezia, Pierluigi Peracchini, ed altre autorità civili militari e religiose. Al termine della cerimonia l'equipaggio della nave ha recitato per l'ultima volta la preghiera del Marinaio e la bandiera Bandiera di combattimento ha lasciato per sempre l'unità navale per essere custodita nel Sacrario delle bandiere all'interno dell'Altare della Patria a Roma.

### Cronologia
Di seguito le operazioni più rimarchevoli nelle quali ha partecipato:
- 1996 - Operazione Oceani Lontani (circumnavigazione del globo);
- 2000 - Attività di pattugliamento e rappresentanza nel Golfo Persico e Corno d'Africa in occasione dell'International Defence Exhibition di Abu Dhabi;
- 2003 - Operazione Active Endeavour nell'ambito della STANAVFORLANT;
- 2004 - IONIEX 04 (esercitazione bilaterale Italia-Federazione Russa);
- 2005 - Nell'ambito della SNMCMG2 l'unità quale Flag Ship è sede di comando della forza NATO di Contromisure Mine in Mediterraneo e Mar Rosso, ha svolto un intenso programma addestrativo con le Marine israeliana e giordana nel contesto del programma Partnership for Peace promosso dall'Alleanza Atlantica;
- 2008 - Operazione Active Endeavour svolgendo anche il ruolo di Comando del Task Group;
- 2009 - IONIEX 04 (esercitazione bilaterale Italia-Federazione Russa) - AMPHEX 09 (esercitazione nel mar Tirreno come Flag Ship);
- 2010 - AMPHEX 10 (esercitazione nel mar Tirreno come Flag Ship) - Operazione Active Endeavour in Mediterraneo Occidentale - Operazione Ocean Shield – Attività NATO di antipirateria nel Golfo di Aden;
- 2011 - Operazione Unified Protector – al largo delle coste libiche;
- 2012 - Il 15 giugno inizio sosta lavori per Ammodernamento Progressivo Programmatico dell'unità e Vulcanizzazione dell’impianto 127/54 Compatto;
- 2014 - il 17 gennaio termine Sosta lavori per Ammodernamento Progressivo Programmatico dell’Unità e Vulcanizzazione dell’impianto 127/54 Compatto.
- 2024 - Viene avviato alla demolizione nei cantieri turchi di Aliağa[9]

## Nome
Questa è la terza unità della marina italiana a portare il nome Bersagliere. La prima unità fu un cacciatorpediniere costruito nel Cantiere Ansaldo di Genova, varato nel 1906 e consegnato alla Regia Marina nel 1907 che dopo aver partecipato nel 1911 alle operazioni navali nel conflitto italo turco rimanendo successivamente nell'area Egeo in seguito all'acquisizione italiana del Dodecaneso, venne ridislocata successivamente in Adriatico prendendo parte alla prima guerra mondiale. La nave rimase in servizio fino al 1923, dopo che nel 1921 era stata classificata torpediniera ed aver effettuato per un anno missioni di pattugliamento lungo le coste della Tripolitania.
La seconda unità fu un cacciatorpediniere della Classe Soldati I Serie che costruito a Palermo nel locale cantiere navale ed entrato in servizio il 1º aprile 1939, durante il secondo conflitto mondiale prese parte alla battaglia di Punta Stilo, alla battaglia di Capo Matapan alla prima e alla seconda battaglia della Sirte operando anche due volte in assistenza di motonavi danneggiate da attacchi nemici. Dopo 146 missioni e 53700 miglia percorse, l'unità venne affondata il 7 gennaio 1943 durante un bombardamento aereo nel porto di Palermo, mentre era ormeggiata. A ricordo delle decine di giovani marinai ed ufficiali periti il molo, dove era ormeggiato è stato ribattezzato Bersagliere.
Il motto della nave, "Pro Patria", "Per la Patria", mutuato dal Dulce et decorum est pro patria mori, di Orazio, rinnovava un credo del decalogo dei bersaglieri ed è ripreso nel crest dell'unità.
I precedenti Bersagliere

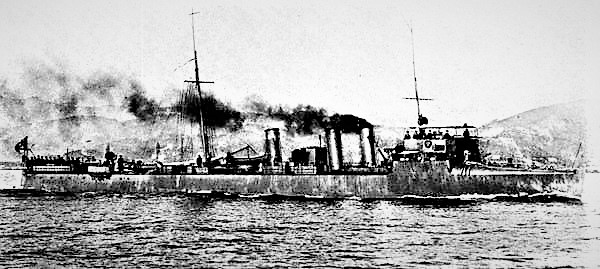
Il primo Bersagliere
Il secondo Bersagliere